# NSE Nieuws
NSE (Nieuws, Sport en Entertainment) was een Nederlands televisieprogramma dat van 15 augustus 2005 tot en met 7 april 2006 iedere werkdag van 19.30 tot 20.00 uur (later 20.00 tot 20.30 uur) werd uitgezonden door Talpa.
Vanaf 27 februari 2006 werd de opzet gewijzigd vanwege tegenvallende kijkcijfers en werd het programma verplaatst naar 20.00 uur. Sport en amusement kwam alleen nog maar in het programma als het om een zeer belangrijk bericht ging. De kijkcijfers bleven laag en op 7 april 2006 werd dan ook de laatste uitzending gemaakt. Het amusementsdeel werd ondergebracht in het nieuwe programma Entertainment Live.

## Presentatie
- Beau van Erven Dorens (hoofdpresentator)
- Bridget Maasland (vanaf 27 februari 2006 hoofdpresentator)
- Jort Kelder (vanaf 7 oktober 2005 vervangend hoofdpresentator)
- Jeroen van Kan en Pauline de Wilde (nieuwslezer)
- Jan Joost van Gangelen en Humberto Tan (sport)
- Harmke Pijpers en Inge Ipenburg, later vervangen door Evert Santegoeds (entertainment)
- Dennis Wilt en Sjimmy Bruijninckx (weerbericht)

## Trivia
- NSE Nieuws won in 2006 De Gouden Kliko van BNN voor het slechtste televisieprogramma van het afgelopen jaar.